# Gewerbefreiheit
Gewerbefreiheit, auch als freies Unternehmertum bezeichnet, ist die grundsätzliche Freiheit, sich gewerblich zu betätigen. Sie ergibt sich als praktische Konsequenz aus dem Grundmotiv der allgemeinen Berufsfreiheit. Die Gewerbefreiheit ist daher die zentrale Forderung des klassischen Liberalismus gegenüber den Restriktionen des Zunftwesens und der Ständegesellschaft. Seit der zweiten Hälfte des 18. Jahrhunderts gehört sie zu den wirtschaftlichen Grundrechten und hat in zahlreichen Verfassungen Niederschlag gefunden. Bereits während der Französischen Revolution proklamiert, wurde die Gewerbefreiheit 1810, als Hauptbestandteil der Stein-Hardenbergschen Reformen, in Preußen eingeführt.
Die Gewerbefreiheit und ihre rechtlichen Einschränkungen sind die elementaren Ordnungsprinzipien einer freien Wirtschaftsverfassung. Sie stellen das Betriebssystem der Marktwirtschaft dar. In der ökonomischen Sichtweise bedeutet Gewerbefreiheit freie Konkurrenz bei möglichst freiem Marktzugang. Dementsprechend wird der Grad der Gewerbefreiheit meist – je nach den Möglichkeiten des Marktzutrittes – in drei Stufen eingeteilt:
- freier und einfacher Marktzutritt
- beschränkter Marktzutritt
- geschlossener Marktzutritt

Während in der anglo-amerikanischen Welt lebhafte Debatten über Art und Umfang der Gewerbefreiheit geführt werden, wird das Thema in Deutschland von der Politik nicht vorrangig behandelt. Die Erörterungen beschränken sich meist auf juristische Auseinandersetzungen und Diskussionen um Änderungen der geltenden Gesetze und Verordnungen.

## Juristische Definitionen
Art. 12 Absatz 1 des Grundgesetzes lautet:

„Alle Deutschen haben das Recht, Beruf, Arbeitsplatz und Ausbildungsstätte frei zu wählen. Die Berufsausübung kann durch Gesetz oder auf Grund eines Gesetzes geregelt werden.“

Im seit 1. Oktober 1869 unverändert geltenden § 1 Abs. 1 der deutschen (damals norddeutschen) Gewerbeordnung (GewO) heißt es:

„Der Betrieb eines Gewerbes ist jedermann gestattet, soweit nicht durch dieses Gesetz Ausnahmen oder Beschränkungen vorgeschrieben oder zugelassen sind.“

§ 7 GewO a. F. bestimmte, dass die Gewerbefreiheit, soweit sie nicht schon zuvor galt, seit 1. Januar 1873 gilt (Übergangsregelung).
Auch in der Weimarer Reichsverfassung war in Art. 151 Abs. 3 zu lesen:

„Die Freiheit des Handels und Gewerbes wird nach Maßgabe der Reichsgesetze gewährleistet.“

Die Normen gehen im Grundsatz von der Gewerbefreiheit aus, lassen aber Ausnahmen zu. Die Beschränkungen werden jeweils durch die Gesetze bestimmt, wie in der Gewerbeordnung (siehe dazu beispielsweise den Katalog der §§ 33a bis 34e der Gewerbeordnung) oder dem Gaststättengesetz. Die Notwendigkeit dieser Beschränkungen ist aber im Einzelnen umstritten.
Die befürwortenden Stimmen meinen, dass es sich um das Ergebnis der sozialen Marktwirtschaft handle. Stets gelte es die Belange der Freiheit des Marktes mit anderen Belangen wie sozialen, arbeitsmarktpolitischen oder Verbraucherschutz abzuwägen.
Kritiker meinen hingegen, dass Markteingriffe, welche de facto auf Marktabschottung hinauslaufen und Arbeitssuchenden die Teilhabe am Erwerbsleben versperren, weder ökonomisch noch sozial begründet werden können.

## Beschränkungen der Gewerbefreiheit

### Erlaubnispflichtige Gewerbe
Für erlaubnispflichtige Gewerbe ist eine behördliche Zulassung erforderlich. Behördliche Einschränkungen der Gewerbefreiheit werden mit Gefahrenabwehr sowie dem Verweis auf die öffentliche Sicherheit und Gesundheit begründet. In der Regel ist ein Fachkundenachweis erforderlich. Für einige Berufe wird darüber hinaus der Nachweis der persönlichen Zuverlässigkeit und geordneter Vermögensverhältnisse gefordert. Je nach Berufszweig wird die Zulassung auch als Eignungsnachweis, Lizenz oder Konzession bezeichnet.
Unvollständige Liste erlaubnispflichtiger Tätigkeiten und Gewerbe
- Handel mit frei verkäuflichen Arzneimitteln
- private Krankenanstalten und Krankenpflege
- Herstellung von Waffen und Arzneimitteln
- Handel mit Waffen, Munition, Sprengstoff und Giften
- Handel mit Sittichen und Wirbeltieren
- Betrieb von Schank- und Speisewirtschaften
- Beherbergungsbetrieb
- Arbeitnehmerüberlassung
- Auktionen
- Automatenaufstellung
- Beförderung von Personen mit Omnibussen, Mietwagen, Taxis
- Güterkraftverkehrs-Unternehmen
- Makler
- Schweißarbeiten an tragenden sowie druckbeaufschlagten Teilen
- Finanzdienstleistungen
- Anlagenberatung- und Vermittlung
- Tätigkeiten im Bewachungsgewerbe
- Inkassobüro
- Altenpflege, Kinderbetreuung

### Die Restriktionen der Handwerksordnung
Aufgrund der Freiheit des Gewerbes und der freien Berufswahl steht es jedermann frei, sich für den Beruf eines Handwerkers, beispielsweise eines Malers, zu entscheiden. Die Ausübung des Gewerbes wird jedoch von einer bestandenen Meisterprüfung abhängig gemacht. In den meisten Fällen bedeutet dies: Drei Lehrjahre und einige Monate bis zwei Jahre Meisterschule. In der Summe ergibt sich dann eine Zeitspanne von bis zu fünf Jahren und Gesamtkosten bis zu 25.000–50.000 Euro (inklusive Fahrtkosten und Verdienstausfall) für Meisterlehrgänge.
Der Meisterbrief, „großer Befähigungsnachweis“, sei Voraussetzung für die hohe Qualität des deutschen Handwerks und seiner mustergültigen Ausbildungsleistungen. Er diene der Abwehr von Gefahren und dem Schutz der Verbraucher vor stümperhafter Arbeit, führen die Befürworter ins Feld.
Von den Gegnern dieser Praxis wird der obligatorische Meisterbrief jedoch als „Meister-Privileg“ gebrandmarkt, als ein Vorrecht, das die Meisterbetriebe vor Billig-Konkurrenz durch einfache Gesellen oder gar Ungelernten schützen soll. Durch den „Meister-Zwang“ habe das Handwerk den Charakter eines Lizenzgeschäftes, das – wie einst im Zunftwesen – dazu führe, dass die Meister bei der Vergabe von Aufträgen unter sich bleiben, dies auf Kosten der Verbraucher und zugunsten von Schwarzarbeit. Der fehlende Wettbewerb habe die hohen Stundensätze für Handwerker verursacht. Das Beispiel der USA und vieler anderer Länder zeigen hingegen, dass eine höchst leistungsfähige Bauwirtschaft auch völlig ohne Meisterzwang funktioniere. Zudem solle der Meisterbrief nicht abgeschafft werden. Die Öffnung des Marktes überließe hingegen dem Verbraucher die Entscheidung über seine eigenen Qualitätsansprüche.

### Restriktionen für freie und akademische Berufe
Die sogenannten freien Berufe wie diejenigen des Arztes, Apothekers, Heilpraktikers, der Hebamme oder des Rechtsanwalts stellen in der juristischen Begrifflichkeit keine Gewerbe dar. Daher ist für ihre Ausübung weder eine Gewerbeanmeldung erforderlich, noch unterliegen sie der Gewerbesteuer usw.
Gleichwohl besteht der Zugang zu diesen Berufen nicht schrankenlos. Für viele freie Berufe ist ein Universitätsstudium erforderlich. Vielfach müssen zusätzlich zum abgeschlossenen Studium noch eine Reihe weitere Bedingungen (Praktika, Referendariate usw.) erfüllt werden: Für die Zulassung zur Steuerberaterprüfung etwa ist in der Regel ein wirtschaftswissenschaftliches oder rechtswissenschaftliches Studium und eine zweijährige praktische steuerliche Tätigkeit Voraussetzung.

## Die Rolle der Kammern und berufsständischen Vereinigungen
In der Bundesrepublik ist eine Fülle von Aufgaben an die Kammern und berufsständischen Vereinigungen übertragen. Sie wirken mit bei der Gestaltung von Berufsbildern, formulieren Grundlagen, Standards und Gebühren und überwachen Ausbildung und Prüfungen. Diese Organisationen sind zugleich Interessengruppen für die Interessen ihrer Mitglieder. Zu deren Interessen gehört es, Marktzutrittsschranken für neue Wettbewerber zu erhalten.
Daher kommt es, dass sich gerade Vertreter aus der Wirtschaft für Marktstrukturen einsetzen, die den liberalen Prinzipien der Gewerbefreiheit und des freien Wettbewerbes zuwiderlaufen. So sprechen sich die Vertreter des Handwerks in der Regel gegen Liberalisierung der Handwerksordnung aus, die Apotheker gegen die Aufhebung des Apothekenmonopols, die Rechtsanwälte und Steuerberater gegen die Aufhebung der Gebührenordnung usw. Interessenvertreter sind sehr oft gegen die Öffnung der Märkte eingestellt, da die bisher zugestandenen gesetzlichen Privilegien ganze Berufsstände vor der umfassenden Dynamik freier Konkurrenz beschützt.

### Reglementierung der Berufsausbildung
Im Jahr 2021 gab es in Deutschland 324 anerkannte oder als anerkannt geltende Ausbildungsberufe. Die betriebliche oder duale Ausbildung dauert je nach Beruf zwei bis dreieinhalb Jahre. Am Ende steht meist eine Abschlussprüfung. Näheres regeln u. a. das Gesetz zur Ordnung des Handwerks (Handwerksordnung) und das Berufsbildungsgesetz (BBiG).

## Die historische Entwicklung der Gewerbefreiheit

### Deutschland
Bis zur Einführung der Gewerbefreiheit durch die Stein-Hardenbergschen Reformen 1810 in Preußen wurde der größte Teil der gewerblichen Wirtschaft durch das Zunftwesen reglementiert. In Sachsen und anderen deutschen Staaten wurde die Gewerbefreiheit sogar erst wesentlich später eingeführt. Die Zünfte kontrollierten die Löhne, die Preise, und vor allem den Zugang zum Markt. Der nun von Zunftfesseln befreite Wettbewerb wurde allerdings von vielen auch als Bedrohung empfunden. Mancher befürchtete gar auf der Strecke zu bleiben. Die allgemeine Gewerbefreiheit war daher gerade den etablierten Handwerkern von Anfang an ein Dorn im Auge. Man organisierte sich, um gegen die Ausweitung der Konkurrenz Sturm zu laufen. So lautete die Resolution des Handwerker-Gewerbekongresses in Frankfurt vom 15. Juli 1848:

„Wir erheben feierlichen Protest gegen die Gewerbefreiheit. Nicht allein wegen der gefährdeten Interessen, unserer bürgerlichen Freiheiten und unseres wohlerworbenen Eigentums, sondern wegen der bedrohten Zukunft, der Verarmung des Mittelstandes, aus Vaterlandsliebe.“

Der Protest der Handwerker blieb, trotz massiver Empörungen, ungehört.
Im Königreich Sachsen wurde die Gewerbefreiheit bereits 1861 eingeführt. Am 13. Juli 1868 wurde im Norddeutschen Bund das Gesetz, betreffend den Betrieb der stehenden Gewerbe bekanntgemacht. Dadurch entfiel das Recht der Zünfte, jemand vom Gewerbe auszuschließen; allerdings ergab sich aus § 5, dass schon bestehende polizeiliche Beschränkungen in Kraft blieben.
Die Gewerbeordnung von 1869, deren Geltungsbereich mit dem Übergang zum Deutschen Kaiserreich auf das neue Reichsgebiet ausgeweitet wurde, brachte in § 1 die Gewerbefreiheit (lt. Übergangsregelung in § 7 spätestens zum 1. Januar 1873).
Es folgte der Wirtschaftsboom der Gründerzeit, der von zahlreichen sozialen Verwerfungen begleitet wurde. Erst Anfang des 20. Jahrhunderts gelang es den neu gegründeten Handwerkskammern nachhaltigen Einfluss in der Politik geltend zu machen. 1908 wurde daher der „kleine Befähigungsnachweis“ wieder eingeführt. Zur Ausbildung von Lehrlingen war der Meisterbrief wieder erforderlich. In der Zeit des Nationalsozialismus wurde schließlich 1935 mit dem „Großen Befähigungsnachweis“ der Meisterbrief wieder zur Voraussetzung für die Führung eines Handwerksbetriebes gemacht. Die Gewerbefreiheit im Handwerk war damit faktisch außer Kraft gesetzt.
Nach dem Zweiten Weltkrieg wurde in der US-Besatzungszone Deutschlands – nun nach US-Vorbild – eine fast schrankenlose Gewerbefreiheit eingeführt. Die vorgeschriebene Mitgliedschaft in den Kammern und Innungen (sog. Institut der fakultativen Zwangsinnung) wurde nun zur freiwilligen Angelegenheit. Ab 10. Januar 1949 genügte eine Postkarte, um ein Gewerbe anzumelden – die Meisterpflicht entfiel. Wieder einmal setzte ein Gründungsboom ein. Allein in München wurden im ersten Jahr der Gewerbefreiheit soviele Gewerbe angemeldet wie vorher insgesamt bestanden hatten.
Diese Freiheit wurde jedoch 1953 mit Verabschiedung der Handwerksordnung wieder eingeschränkt. Für 94 handwerkliche Berufe wurde abermals bundesweit die Meisterpflicht eingeführt. Federführend waren dabei die Bundestagsabgeordneten Richard Stücklen und Hans Dirscherl.
Ähnliche Verordnungen wurden seither für freie Berufe festgesetzt: In Abstimmung mit Kammern und Verbänden wurden schrittweise Gesetze erlassen, die die Freiheit der Gewerbe beschränken. Die Politik der „Sozialen Marktwirtschaft“ löste sich – bereits in der Zeit Ludwig Erhards – vom freien Wettbewerb und kam interessengeleiteten Regulierungswünschen entgegen. So entstanden beispielsweise Honorar-Ordnungen (für Architekten, Ingenieure, Steuerberater, Rechtsanwälte usw.) – die den Preiswettbewerb verhindern. Verschärfte Zulassungsbarrieren vermindern dabei die Zahl der Marktteilnehmer, was wiederum ein hohes Einkommen für die Zugelassenen garantiert. – Diese Praxis wurde von der EU-Kommission mehrfach beanstandet. Vor allem der ehemalige Wettbewerbskommissar Mario Monti sah in den Kammern und ihren Gebührenordnungen nicht nur wettbewerbswidrige, sondern sogar strafrechtlich relevante Preisabsprachen. Vergleichbar äußerte sich die Monopolkommission des deutschen Bundestages über die Handwerksordnung. Die Restriktionen der Handwerksordnung seien ein massiver Eingriff in die individuellen Freiheitsrechte, sie versperre selbst erfahrenen Gesellen den Weg in die Selbstständigkeit. Im Ergebnis werde damit die Schaffung von Arbeitsplätzen verhindert. Die Kommission rate daher die Meisterpflicht weitgehend abzuschaffen. Den Empfehlungen der Kommission folgend, startete der Bundeswirtschaftsminister Wolfgang Clement 2003 eine Offensive zur fundamentalen Neugestaltung der Handwerksordnung. Die Meisterprüfung solle nur noch für gefahrengeneigte Gewerke beibehalten werden. Der Vorstoss der Bundesregierung zur Liberalisierung des Handwerks scheiterte allerdings am Widerstand der Opposition im Bundesrat. Nach zähen Verhandlungen einigte man sich schließlich auf einen Kompromiss: Vor allem für seltene und weniger einträchtige Gewerbe wurde grünes Licht gegeben – die Meisterpflicht wurde aufgehoben. Der hauptsächliche Marktanteil des Handwerkes blieb jedoch weitgehend unangetastet. Selbstständige Gewerbe wie der Beruf eines Malers, Fahrradmechanikers oder Friseurs usw. bleiben auch weiterhin nur Meistern gestattet.

### Österreich
Auch die österreichische Gewerbeordnung, die 1859 von Kaiser Franz Joseph I. erlassen wurde, basiert auf dem Prinzip der Gewerbefreiheit. Sie ist seither allerdings mehrfach eingeschränkt worden.

- 1883 Befähigungsnachweis für Handwerksbetriebe
- 1885 Vorschriften für gewerblichen Arbeitsschutz
- 1893 Baugewerbegesetz
- 1895 Sonntagsruhegesetz
- 1907 Verwendungsnachweis für verschiedene Handelsgewerbe
- 1934 Einführung der „gebundenen Gewerbe“ und verpflichtende Meisterprüfung im Handwerk
- 1937 Einführung des „Untersagungsgesetzes“. Die Gewerbefreiheit wurde damit nahezu aufgehoben.
- 1940 Das deutsche Handwerksrecht wird eingeführt.
- 1952 Das Untersagungsgesetz wird aufgehoben, der Befähigungsnachweis für die gebundenen Gewerbe jedoch verschärft.
- 1994 Erneuerung der Gewerbeordnung
- 2002 Novelle der Gewerbeordnung von 1994

Für Handwerke, gebundene Gewerbe und Teilgewerbe ist ein Befähigungsnachweis erforderlich. Ausnahme sind die „freien Gewerbe“. Daneben gibt es „bewilligungspflichtige Gewerbe“ (z. B. Handel mit Waffen) für die eine besondere behördliche Genehmigung erforderlich ist.
In Österreich muss man hierfür je nach Gewerbeart ein Ansuchen um „Anerkennung“ oder um „Gleichhaltung“ beim Bundesministerium für Arbeit und Wirtschaft stellen.
Betriebsanlagen sind zumeist genehmigungspflichtig. Wer ein Gewerberecht erlangt hat, wird automatisch Mitglied der Wirtschaftskammerorganisation. Die Fachgruppen und Innungen haben sich zwar gegenüber den historischen Zünften gewandelt, setzen aber deren Tradition fort. Sie sind heute vor allem für die Rahmenbedingungen des Gewerbewesens und die Berufsausbildung zuständig.

### Schweiz
Die Gewerbefreiheit wird in der Schweiz als „Handels- oder Wirtschaftsfreiheit“ bezeichnet. Die freie Berufswahl und Berufsausübung sowie das Recht, unternehmerische Entscheidungen weitgehend unabhängig von staatlichen Vorschriften zu treffen, haben dabei den grundsätzlichen Stellenwert eines Menschenrechtes, das seinerseits als „Abwehrrecht“ konzipiert ist. Als eigenständig formuliertes Grundrecht wird die Handels- oder Wirtschaftsfreiheit sowohl Schweizer Bürgern als auch niedergelassenen Ausländern zugestanden. Dies ist eine Schweizer Besonderheit und stellt im Zusammenhang mit der Niederlassungsfreiheit und der Garantie des Eigentums ein Fundament der prinzipiell marktwirtschaftlichen Grundordnung der Schweiz dar.
Eingeführt wurde die Gewerbefreiheit mit der Aufhebung des Zunftzwanges am 19. Oktober 1798, zur Zeit der französischen Besatzung. Gleichsam über Nacht sahen sich die Handwerker uneingeschränkter Konkurrenz ausgesetzt, der sich viele zunächst nicht gewachsen fühlten. So kam es auch bei den Eidgenossen während der Restauration zu leidenschaftlichen Auseinandersetzungen darüber, ob die alte Zunftordnung wieder eingeführt werden sollte. In einigen Kantonen geschah dies auch. Regierung und Bevölkerung haben die staatlichen Schutzforderungen der organisierten Handwerkerschaft jedoch stets zurückgewiesen. Im Gegensatz zu Österreich und Deutschland blieb die Schweiz daher ohne Zwangsorganisationen und ohne Beschränkung der selbstständigen Berufsausübung (kein Meisterzwang). Zuletzt wurde 1954 ein ordnungspolitisches Vorhaben der Schuhmacher, Coiffeure, Sattler und Wagner, mittels eines obligatorischen Fähigkeitsausweises den Marktzutritt zu reglementieren, durch Volksabstimmung zu Fall gebracht.
Als kleines exportabhängiges Land ist die Schweiz von jeher auf internationalen Wettbewerb eingestellt und hat im Inneren die Errichtung von interessegeleiteten Wirtschaftsbarrieren erfolgreich unterbunden. Nach der Rangliste des International Institute for Management Development in Lausanne zählt die Schweiz seit vielen Jahren zu den zehn wettbewerbsstärksten Ländern der Erde.
Die wirtschaftliche Freiheit gilt auch für juristische Personen. Der Staat kann jedoch „restriktive Massnahmen aus Gründen der öffentlichen Ordnung, der Sozialpolitik oder Massnahmen, die nicht in erster Linie wirtschaftlichen Interessen dienen (z. B. Raumplanung, Umweltpolitik)“ ergreifen.
So kann beispielsweise Tabakwerbung oder die Werbung für harte alkoholische Getränke verboten werden, weil dies im „überwiegenden öffentlichen Interesse zum Schutz von Leben und Gesundheit“ liegt. Eine Stadt kann auch kommerzielle Werbung generell verbieten, und zwar aus sozialpolitischen Gründen (Verringerung der unerwünschten Exposition gegenüber Werbung und Bekämpfung des Überkonsums).

## Kritik an der Gewerbefreiheit
Die liberale Forderung nach Gewerbefreiheit ist selbst vielfältiger Kritik ausgesetzt. Hintergrund der Einwände sind oft konkrete Zweifel an bestehenden Marktsituationen oder auch grundsätzliche Bedenken gegenüber der ideal-gedachten Selbstregulation eines vollkommen freien Marktes. So werden zumeist aus sozialer Veranlassung aber auch aus Sicherheits- und Umweltschutzgründen zahlreiche Eingriffe in die wirtschaftlichen Freiheiten gerechtfertigt. Vor allem das Problem der Erwerbslosigkeit und die daraus resultierende Verarmung der Betroffenen, sowie niedrige Löhne für wenig qualifizierte Beschäftigte werden meist dem Wettbewerb angelastet, welcher mit einer entsprechenden Sozial-Ordnung korrigiert werden soll.
Politische Eingriffe in das Marktgeschehen werden jedoch von den Markt-Akteuren vielfach als Wettbewerbsnachteil und nachhaltige Kostenbelastung registriert. Knapp kalkulierte Gewinnerwartungen können dabei aufgezehrt werden. Die Fülle der Vorschriften und die Höhe der Sozialabgaben beeinträchtigten daher die Rentabilität vieler Unternehmungen. Der Kündigungsschutz rufe zudem – trotz vielfältiger Lockerungsbestrebungen – einen zusätzlichen Abschreckungseffekt bei Neueinstellungen hervor, da die Betriebe zu besonderer Vorsicht gegenüber Stellenbewerbern angehalten würden.
Gesetzliche Überregulierung könne also gesamtwirtschaftliche Erschöpfung und Verdrossenheit erzeugen, die die bestehende Erwerbslosigkeit zu einer strukturellen Erwerbslosigkeit erstarren lasse. Künstliche Konjunktur- und Beschäftigungsprogramme können in diesem Fall kaum mehr weiterhelfen. Der vermeintlichen Behebung des Marktversagens stehe dann offenkundiges Politikversagen gegenüber.
Auch eine unparteiische Ausgewogenheit von sozial- und wirtschaftspolitischen Entscheidungen könne gerade in einer Parteiendemokratie nicht gewährleistet werden. Schließlich könne die politische Führung ihre Anhängerschaft bewusst bevorzugen und ihnen Wettbewerbsvorteile im Marktgefüge zusichern. Wettbewerbsfeindliche und sozialschädliche Monopolbildung, Kartelle und Preisabsprachen können also durch den Gesetzgeber nicht nur verhindert, sondern ebenso gehütet und sogar ausgebaut werden. So sei das Misstrauen gegenüber den sozialen Standpunkten der politischen Parteien ebenso berechtigt wie das Misstrauen gegenüber den Interessenvertretern der gewerblichen Wirtschaft.

## Prinzipielle Begründung der Berufs- und Gewerbefreiheit
„Das Eigentum, das jeder Mensch an seiner Arbeit besitzt, ist in höchstem Maße heilig und unverletzlich, weil es im Ursprung alles andere Eigentum begründet. Das Erbe eines armen Mannes liegt in der Kraft und in dem Geschick seiner Hände, und ihn daran zu hindern, beides so einzusetzen, wie er es für richtig hält, ohne dabei seinen Nachbarn zu schädigen, ist eine offene Verletzung dieses heiligsten Eigentums, offenkundig ein Übergriff in die wohlbegründete Freiheit des Arbeiters und aller anderen, die bereit sein mögen, ihn zu beschäftigen. So wie der eine daran gehindert wird, an etwas zu arbeiten, was er für richtig hält, so werden die anderen daran gehindert, jemanden zu beschäftigen, der ihnen paßt. Das Urteil darüber, ob er für die Arbeit geeignet ist, kann ruhig der Entscheidung der Unternehmer überlassen bleiben, deren Interesse davon so stark berührt wird. Die heuchlerische Besorgnis des Gesetzgebers, diese könnten einen zumindest Ungeeigneten beschäftigen, ist offensichtlich ebenso unverschämt, wie sie bedrückend ist.“